# Вулиця Щурата (Львів)
Вулиця Щурата — вулиця у Шевченківському районі міста Львів, місцевість Збоїща. Пролягає від вулиці Івана Миколайчука до кінця забудови.
Прилучаються вулиці Джона Леннона, Розточчя та Студинського.

## Історія та забудова
Вулиця виникла наприкінці 1980-х років, при будівництві нового житлового мікрорайону. У 1989 році отримала офіційну назву, на пошану українського літературознавця та фольклориста Василя Щурата.
Забудована переважно п'яти- та дев'ятиповерховими будинками 1980-х—1990-х років, є і більш сучасні багатоповерхові житлові комплекси. В будинку під № 2 від 1990 року міститься Львівський дошкільний навчальний заклад ясла-садок № 14. Під № 9 розташована крамниця торговельної мережі «Близенько».
На вулиці Щурата розташована церква Святого Першомученника Архидиякона Стефана, збудована на початку 2000-х років, нині перебуває у користуванні однойменної громади Православної Церкви України.